# Chris Mulkey
Chris Mulkey (Viroqua, 3 de maio de 1948) é um ator norte-americano.